# Willi Peter

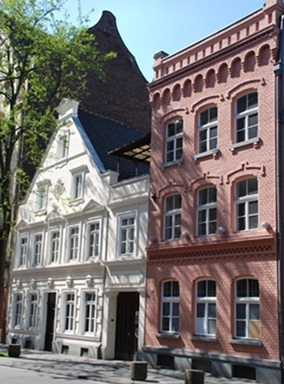
Ehemaliger Firmensitz in der Mülheimer Freiheit 113–115, 51063 Köln (Foto: 2012)

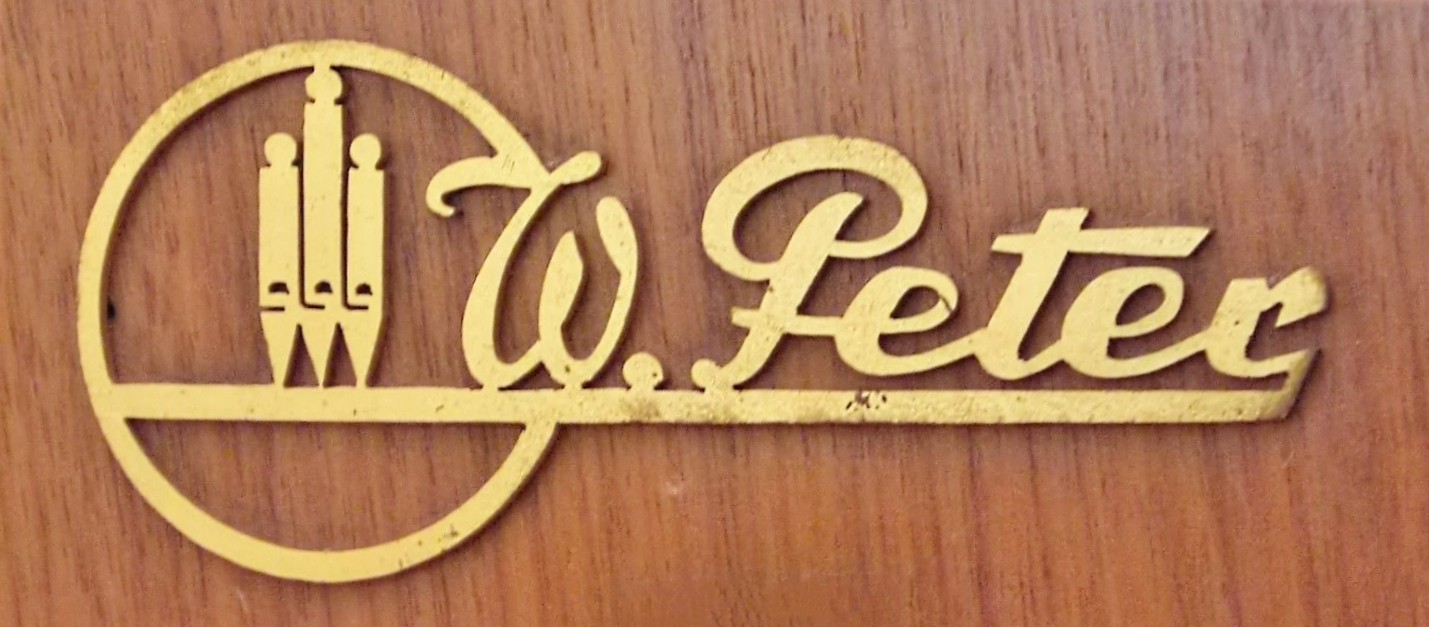
Firmenschild in Berlin-Zehlendorf

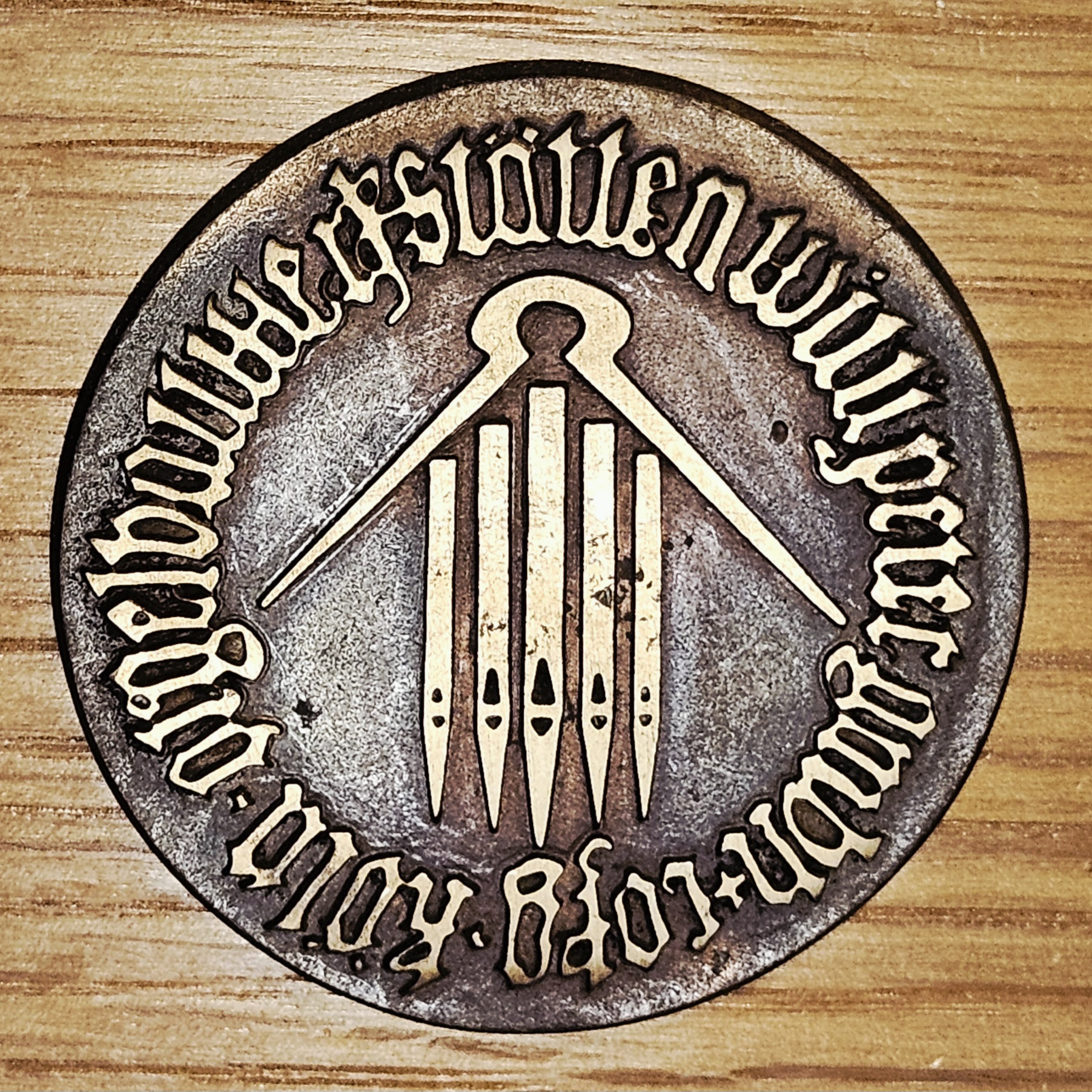
Firmenschild in Schlüchtern-Elm (1983)

Willi Peter (* 8. Mai 1907 in Brandenburg an der Havel; † 27. Februar 1978) war ein deutscher Orgelbauer, dessen Orgelbauwerkstatt bis heute existiert.

## Leben
Willi Peter wurde in Brandenburg an der Havel geboren und erlernte ab 1921 den Beruf des Orgelbauers bei Sauer in Frankfurt (Oder). Sauer hatte zu dieser Zeit außer dem Stammbetrieb in Frankfurt sechs in Deutschland verteilte Außenstellen, um die von ihm erbauten Instrumente zu warten. Die Außenstelle für den Westen Deutschlands befand sich in Köln. Daher zog Peter 1928 nach Köln. 1934 legte er die Meisterprüfung als Orgelbauer ab.
Nach dem Krieg befand sich sein bisheriger Arbeitgeber in der sowjetischen Besatzungszone (spätere DDR). So machte sich Peter notgedrungen selbständig.
Dabei kamen ihm drei Faktoren zugute: erstens seine vorhandenen Geschäftsverbindungen im Rheinland, zweitens die zahlreichen Kirchengemeinden, die nach Kriegszerstörungen und Wiederaufbau neue Orgeln brauchten, und drittens die Konfession. Bis in die 1960er Jahre hinein war eines der Kriterien für die Wahl eines Orgelbauers auch dessen Konfession. Da Peter der einzige evangelische Orgelbauer im Rheinland war, baute seine Werkstatt zahlreiche Orgeln überwiegend in evangelischen Kirchen im Rheinland und Ruhrgebiet. Erst ab Mitte der 1960er Jahre baute Peter auch häufiger Orgeln in katholischen Kirchen.

## Unternehmen
Im Juni 1945 zog Willi Peter endgültig nach Köln und eröffnete eine kleine Werkstatt in Köln-Sülz. Da sich das Unternehmen beständig entwickelte, erwarb er 1952 das Anwesen in Köln-Mülheim, das lange Zeit der angestammte Firmensitz war.
Nach dem Tod Willi Peters wurde das Unternehmen von zwei seiner Angestellten, Helmut Klöpping (* 14. Juni 1936 ; † 30. Dezember 2021) und Georg Eglseder (* 17. November 1930; † 26. Januar 2017), und seit 2004 von Christoph Böttcher und Thomas Kötschau (* 1960; † 19. Dezember 2021) weitergeführt. Seit 2015 ist Christoph Böttcher alleiniger Inhaber der Willi Peter Orgelbauwerkstätten GmbH & Co KG.
2018 zog Peter nach Lindlar um.
Durch den Umbau der Orgel in der Kunst-Station Sankt Peter Köln zu einem Instrument für zeitgenössische Musik mit Schlagwerk und ungewöhnlichen Neuerungen nach dem Konzept von Peter Bares machte das Unternehmen 2004 auf sich aufmerksam.

## Werkliste (Auswahl)
| Jahr               | Opus    | Ort                          | Gebäude                                              | Bild                             | Manuale | Register | Bemerkungen |
| ------------------ | ------- | ---------------------------- | ---------------------------------------------------- | -------------------------------- | ------- | -------- | --- |
| 1933               |         | Köln-Sülz                    | Tersteegenhaus                                       |                                  | II/P    | 20       | Meisterstück von Willi Peter, welcher damals bei Sauer angestellt war. |
| 1950               |         | Köln-Weidenpesch             | Erlöserkirche                                        |                                  | II/P    | 21       | Ursprünglich für eine Kirche in Düren erbaut, 1954 in die Erlöserkirche in Weidenpesch umgesetzt. 1988 modernisiert und 2020 nach Berlin verkauft und in der Kirche St. Maria Magdalena aufgestellt. |
| 1951 / 1967 / 1972 |         | Schlüchtern-Hohenzell        | Ev. Kirche                                           |                                  | II/P    | 12       | Jeweils wurde die ursprüngliche Ratzmann-Orgel von 1866 großzügig umgebaut und umintoniert. Alle Umbauten geschahen nach Plänen des damaligen Hohenzeller Pfarrers Ernst Karl Rößler |
| 1953               |         | Mönchengladbach-Wickrathberg | Ev. Kirche                                           |                                  | II/P    | 14       | Im historischen Gehäuse von Teschemacher, 1990 durch eine neue Orgel von Lukas Fischer ersetzt. |
| 1954               |         | Mönchengladbach-Rheydt       | Ev. Friedenskirche                                   |                                  | II/P    | 18       | Nach der Entweihung der Kirche 1999 nach Polen verkauft. |
| 1954               | Opus 70 | Köln-Ostheim                 | Auferstehungskirche                                  |                                  | I/P     | 6        | |
| 1955               |         | Koblenz                      | Christuskirche                                       |                                  | III/P   | 35       | |
| 1955               |         | Köln-Ehrenfeld               | Friedenskirche                                       |                                  | II/P    |          | Schleif- und Taschenladen; 2018 von Schuke renoviert |
| 1957 / 1978        | 100     | Seelscheid                   | Ev. Kirche                                           |                                  | II/P    | 24       | Neubau mit Mensuren von Willi Peter. 2020 durch Peter restauriert. |
| 1957               |         | Bonn-Kessenich               | Friedenskirche                                       |                                  | III/P   | 31       | Die Orgel wurde im Jahr 2003 von der Firma Lenter in Sachsenheim renoviert |
| 1958               |         | Düsseldorf-Bilk              | Kapelle Südfriedhof                                  |                                  | I/P     | 7        | Neubau |
| 1960               |         | Köln                         | Kartäuserkirche                                      |                                  | IV/P    | 65       | Das Rückpositiv der Orgel stammt schon aus dem Jahr 1954, Haupt-, Schwell- und Pedalwerk folgten 1960, die Chororgel 1965. 1970 versetzte man das Rückpositiv zwischen die beiden Hauptgehäuseteile unter das große Westfenster. 2011 erfolgte eine Restaurierung von der Firma Willi Peter nach denkmalpflegerischen Gesichtspunkten. |
| 1961               |         | Köln-Riehl                   | St.-Anna-Kapelle in den Riehler Heimstätten          |                                  | II      | 12       | Zur Einweihung am 8. September 1961 wurde die Orgel durch den Organisten am Kölner Dom und Professor für Orgelspiel Josef Zimmermann bespielt. |
| 1962               |         | Düsseldorf-Unterrath         | Petruskirche                                         |                                  | IV/P    | 48       | |
| 1962               |         | Bad Ems                      | St. Martin                                           |                                  | II/P    | 18       | 2014 durch eine neue Orgel von Hermann Eule Orgelbau ersetzt. |
| 1963               |         | Mülheim an der Ruhr-Speldorf | Lutherkirche                                         | Orgel der Lutherkirche, Speldorf | III/P   | 41       | Die Orgel wurde 2016 durch Stephan Oppel renoviert |
| 1965               |         | Schlüchtern                  | Kirchenmusikakademie – Krypta im Kloster Schlüchtern |                                  | II/P    | 5        | Entwurf, Disposition und Mensuren von Ernst Karl Rößler; Orgel als Übinstrument für die damalige Kirchenmusikschule (später Kirchenmusikalische Fortbildungsstätte). Orgel 2017 abgebaut und in Orgelteilelager Neuengronau eingelagert.→ Orgel                                                                                        |
| 1966               |         | Köln-Worringen               | Ev. Friedenskirche                                   |                                  | II/P    | 12       | Neubau |
| 1966               | 274     | Hamburg                      | Neue Hauptkirche St. Nikolai                         |                                  | IV/P    | 63       | Die Orgel wurde von 2019 bis 2023 durch Johannes Klais Orgelbau saniert und weiterentwickelt → Orgel |
| 1967               |         | Schlüchtern-Ramholz          | Ev. Kirche                                           |                                  | II/P    | 14       | Umbau der Ratzmann-Orgel aus 1890 nach Plan von Ernst Karl Rößler |
| 1967               |         | Düsseldorf-Unterrath         | Friedhofskapelle                                     |                                  | II/P    | 9        | Neubau |
| 1967               |         | Freiburg im Breisgau         | Auferstehungskirche                                  |                                  | II/P    | 24       | 2018 von Späth Orgelbau überarbeitet, Mensuren Ernst Karl Rößler → Orgel |
| 1968               |         | Berlin-Zehlendorf            | Kirche zur Heimat                                    |                                  | II/P    | 25       | → Orgel |
| 1968               |         | Sinntal-Breunings            | Ev. Friedenskirche                                   |                                  | I/P     | 4        | Neubau. Mensuren: Ernst Karl Rößler |
| 1968               |         | Aachen                       | Theresienkirche                                      |                                  | II/P    | 20       | Das Gehäuse entstammt vermutlich dem 18. Jahrhundert |
| 1969               |         | Köln                         | Antoniterkirche                                      |                                  | III/P   | 37       | |
| 1969               |         | Düsseldorf-Heerdt            | Friedhofskapelle                                     |                                  | II/P    | 10       | [ 5 ] |
| 1970/1976          |         | Schlüchtern                  | Stadtkirche St. Michael                              |                                  | III/P   | 45       | zunächst II/P/33; 1994 Umsetzung in die Neuapostolische Kirche Magdeburg und dort Umbau durch Orgelbau Hüfken (III/P/46), elektrische Trakturen |
| 1971               |         | Hof                          | Kreuzkirche                                          |                                  | II/P    | 26       | Mensuren von Ernst Karl Rößler → Orgel |
| 1971               |         | Bellings                     | Elisabethkirche                                      |                                  | I/P     | 6        | Neubau nach Plan von Ernst Karl Rößler durch Willi Peter |
| 1971 / 2004        |         | Köln                         | St. Peter                                            |                                  | IV+II/P | 110      | 2004 Reorganisation und Erweiterung nach den Vorstellungen von Peter Bares durch Orgelbau Willi Peter |
| 1973               |         | Schlüchtern-Breitenbach      | ev. Kirche                                           |                                  | I/P     | 7        | Plan von Ernst Karl Rößler |
| 1973               |         | St. Petersburg               | St.-Petri-Kirche                                     |                                  | III/P   | 43       | 3309 Pfeifen; für die Deutsche Kirche in Stockholm gebaut, 2016 nach St. Petersburg verkauft, 2017 eingeweiht |
| 1974               |         | Köln-Bilderstöckchen         | Nathanaelkirche                                      |                                  | II/P    | 8        | |
| 1975               |         | Nürnberg                     | St. Sebald                                           |                                  | IV/P    | 68       | |
| 1976               |         | Schlüchtern                  | Friedhofskapelle                                     |                                  | I/P     | 5        | |
| 1976               |         | Köln-Merheim                 | St. Gereon                                           |                                  | III/P   |          | Barocker Prospekt aus dem 1802 aufgelösten Kölner Dominikanerkloster Heilig Kreuz. Kernbestand an Registern von der evangelischen Kirchengemeinde Wesseling aufgekauft und durch Willi Peter zu einem vollständigen Instrument ausgebaut.                                                                                              |
| 1977               |         | Nördlingen                   | St. Georg                                            |                                  | IV/P    | 51       | 2005 Erweiterung durch Orgelbau Rensch |
| 1983               |         | Schlüchtern-Elm              | Ev. Kirche                                           |                                  | II/P    | 12       | Neubau im Gehäuse der Ratzmann-Orgel von 1898 |
| 1983               |         | Quickborn                    | Marienkirche                                         |                                  | II/P    | 20       | 2002 Restaurierung |
| 1990               |         | Köln                         | St. Severin                                          |                                  | III/P   | 42       | 2012 Neubau des dreimanualigen Spieltischs, Versetzung und Drehung des Spieltischs, Erweiterung um 2 Register auf 44 Register (Soloflöte 8′, Untersatz 32′) und Ersatz von zwei vorhandenen Registern durch neue (Bourdon 8′, Krummhorn 8′) durch die Orgelbaufirma Mühleisen (Stuttgart-Leonberg)                                     |
| vor 1997           |         | Mülheim an der Ruhr-Speldorf | Lutherkirche                                         |                                  |         |          | Ursprünglich befand sich die kleine Orgel in einem Mülheimer Gemeindehaus und steht seit 1997 im rechten Seitenschiff der Lutherkirche |
| 1999               | Opus    | Scheinfeld                   | Stadtpfarrkirche Mariä Himmelfahrt                   |                                  | II/P    | 25       | |
| 2009               |         | Köln                         | St. Johannes der Täufer                              |                                  |         |          | Die Orgel stammt aus einer Kirchenauflösung in Vlaardingen bei Rotterdam und wurde durch die Firma Peter ab- und in der Kölner Kirche wieder aufgebaut und in Teilen neu überholt. |
| 2012               |         | Köln-Lindenthal              | Neuapostolische Kirche Köln-Süd                      |                                  | II/P    | 22       | → Orgel |